# Milan Cabrnoch
Milan Cabrnoch (* 6. srpna 1962 Čáslav) je český lékař a politik Občanské demokratické strany,v letech 2004-2014 poslanec Evropského parlamentu, předtím poslanec Poslanecké sněmovny.

## Biografie
Dětské lékařství vystudoval na Karlově univerzitě. V letech 1986 až 1994 pracoval na dětsko-kojeneckém oddělení nemocnice v Kolíně a v letech 1992 až 1997 působil jako soukromý praktický dětský lékař.
V letech 1994 až 1997 působil na Ministerstvu zdravotnictví jako ředitel odboru zdravotního pojištění a v roce 1998 i coby náměstek ministra pro zdravotní pojištění a oblast legislativně právní. V této funkci, mimo jiné, vytvořil např. dodnes platný číselník zdravotních výkonů platný v českém systému veřejného zdravotního pojištění. Členem ODS je od roku 1995.
Jako předseda a zakladatel Českého národního fóra proti osteoporóze usiluje o zvýšení povědomí o tomto onemocnění.
Ve volbách v roce 1998 byl zvolen do poslanecké sněmovny za Občanskou demokratickou stranu (volební obvod Středočeský kraj). Mandát obhájil ve volbách v roce 2002. Byl členem a místopředsedou sněmovního výboru pro sociální politiku a zdravotnictví. Na poslanecký mandát rezignoval v červenci 2004.
Angažoval se i v místní politice. V komunálních volbách roku 1998, komunálních volbách roku 2002 a komunálních volbách roku 2006 byl zvolen zastupitelstva města Kolín za ODS. Neúspěšně sem kandidoval v komunálních volbách roku 2010.

## Evropský parlament
Ve volbách roku 2004 zvolen za Českou republiku do Evropského parlamentu jako poslanec ODS. V EP působil ve výboru pro zaměstnanost a sociální věci a jeho Podvýboru pro problematiku stárnutí či Podvýboru pro zdravotně postižené. Dále byl náhradníkem ve Výboru pro rozpočtovou kontrolu a rezortním mluvčí klubu ODS pro oblast ochrany spotřebitelů, zaměstnanost a sociální věci. Ve volbách v červnu 2009 obhájil svůj mandát na dalších pět let a byl opět zařazen do Výboru pro zaměstnanost a sociální věci. Byl zde členem frakce Skupina Evropských konzervativců a reformistů. V roce 2014 již nekandidoval.

### Hodnocení europoslance M. Cabrnocha (dle think-tanku Evropské hodnoty)
Dle vydané zprávy výše uvedeného think-tanku, která se vztahuje na období před následujícími volbami do Evropského parlamentu (2014) vyplývá následující:
1. Docházka - obsadil 19. místo z celkových 22 českých europoslanců,
2. Účast na jmenovitých hlasování českých europoslanců - obsadil 21. místo z celkových 22 českých europoslanců,
3. Zprávy předložené zpravodajem českými europoslanci - obsadil 10.-15. místo z celkových 22 českých europoslanců,
4. Stanoviska předložená českými europoslanci - obsadil 6.-10. místo z celkových 22 českých europoslanců,
5. Pozměňovací návrhy českých europoslanců - obsadil 2. místo z celkových 22 českých europoslanců,
6. Parlamentní otázky českých europoslanců - obsadil 13. místo z celkových 22 českých europoslanců,
7. Písemná prohlášení českých europoslanců - obsadil 6.-22. místo z celkových 22 českých europoslanců,
8. Návrhy usnesení českých europoslanců - obsadil 11. místo z celkových 22 českých europoslanců,
9. Vystoupení na plenárním zasedání českých europoslanců - obsadil 18. místo z celkových 22 českých europoslanců.

## Kauza IZIP
Je spoluautorem koncepce zdravotnictví Občanské demokratické strany, zakladatelem a předsedou Českého národního fóra pro eHealth a spoluautorem projektu IZIP (internetový přístup ke zdravotním informacím pacienta), který v roce 2005 získal ocenění World Summit Award jako nejlepší světový projekt v oblasti eHealth. V listopadu 2006 vyhrál u Krajského soudu v Praze soudní spor s bývalým ministrem zdravotnictví Davidem Rathem, který jej obviňoval z toho, že na jeho soukromé konto plynuly peníze projektu internetových zdravotních knížek.
Milan Cabrnoch byl v podezření ze střetu zájmů, když nepřiznal, že vlastní akcie IZIP a přitom byl členem výboru pro životní prostředí, veřejné zdraví a bezpečnost potravin.